# Anisomeristes doderoi
Anisomeristes doderoi is een keversoort uit de familie molmkogeltjes (Corylophidae). De wetenschappelijke naam van de soort werd in 1917 gepubliceerd door Paul de Peyerimhoff de Fontenelle.